# End of File
Mit EOF (End of File) wird das Ende einer Quelle signalisiert, welche in der Regel eine Datei oder ein Datenstrom ist.
In ISO-C können Datei- und I/O-Operationen einen Wert zurückgeben, der dem symbolischen EOF entspricht und damit anzeigt, dass das Ende erreicht wurde. Der tatsächliche Wert beträgt häufig −1, dies ist allerdings systemabhängig.
In Unix kann ein EOF über die interaktive Shell (Unix-Shell) durch die Tastenkombination Strg + D produziert werden (konventioneller Standard). Strg + D entspricht dem ASCII-Steuerzeichen End of Transmission (EOT) 0x04. In Microsofts und IBMs DOS wird ein EOF mittels Strg + Z erzeugt. Historisch fügte MS-DOS das ASCII-Steuerzeichen SUB 0x1A (eben Strg + Z) tatsächlich an das Ende einer Textdatei. Die Kompatibilität zu älteren Systemen (z. B. CP/M) wäre sonst nicht zu gewährleisten gewesen. AmigaDOS benutzt Strg + \, das entspricht dem ASCII-Steuerzeichen File Separator 0x1C.
In der Job Control Language von Großrechnerumgebungen werden In-Stream-Eingaben über das DD *-Statement gemäß Voreinstellung (englisch default) mit /* abgeschlossen. Dieses Kennzeichen kann aber mit dem DLM-Parameter überschrieben werden. Das Jobende ist optional mit allein stehenden // markiert.